# Dvärgfrötangara
Dvärgfrötangara (Sporophila minuta) är en fågel i familjen tangaror inom ordningen tättingar.

## Utseende och läte
Dvärgfrötangaran är en mycket liten finkliknande fågel. Hane i häckningsdräkt är slående, med skifferblå ovansida och rostrött på undersida och övergump. Hane utanför häckningstid, hona och ungfåglar är mycket mer färglösa: beigebrun fjäderdräkt (undertill något ljusare), tydligt ljusare vingkanter och orangeröda toner på näbben. 

## Utbredning och systematik
Dvärgfrötangaran har ett stort utbredningsområde från södra Mexiko söderut till Brasilien. Den delas in i tre underarter med följande utbredning:
- Sporophila minuta minuta – Colombia till Venezuela, Guyana, Amazonområdet i Brasilien, samt Trinidad och Tobago
- Sporophila minuta parva – arida Stillahavslåglandet i sydvästra Mexiko (Nayarit) till Nicaragua
- Sporophila minuta centralis – sydvästra Costa Rica och Stillahavsområdets sluttningar i Panama

### Familjetillhörighet
Liksom andra finkliknande tangaror placerades denna art tidigare i familjen Emberizidae. Genetiska studier visar dock att den är en del av tangarorna.

## Levnadssätt
Dvärgfrötangaran hittas i gräsrika områden i tropiskt lågland, framför allt i våtmarker. Den uppträder ofta i flockar.

## Status och hot
Arten har ett stort utbredningsområde, men tros minska i antal, dock inte tillräckligt kraftigt för att den ska betraktas som hotad. Internationella naturvårdsunionen IUCN listar arten som livskraftig (LC). Beståndet uppskattas till i storleksordningen en halv till fem miljoner vuxna individer.

## Bilder

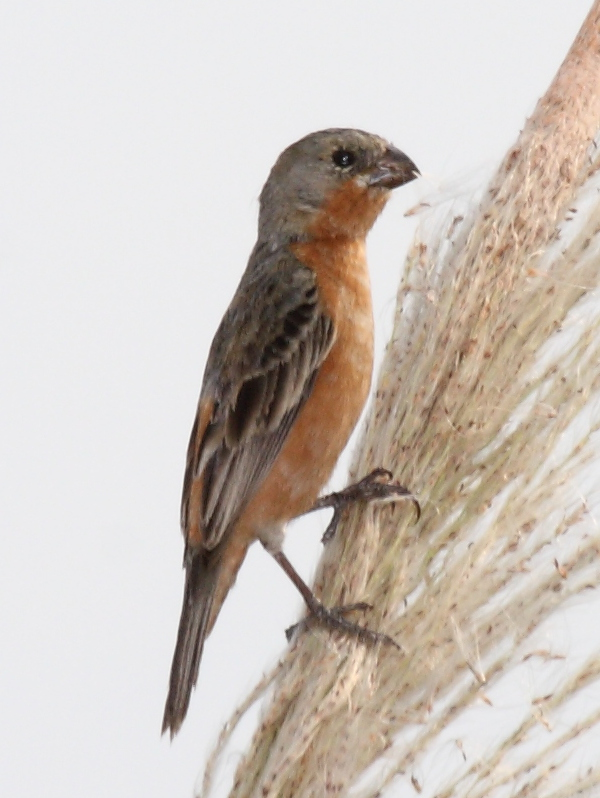
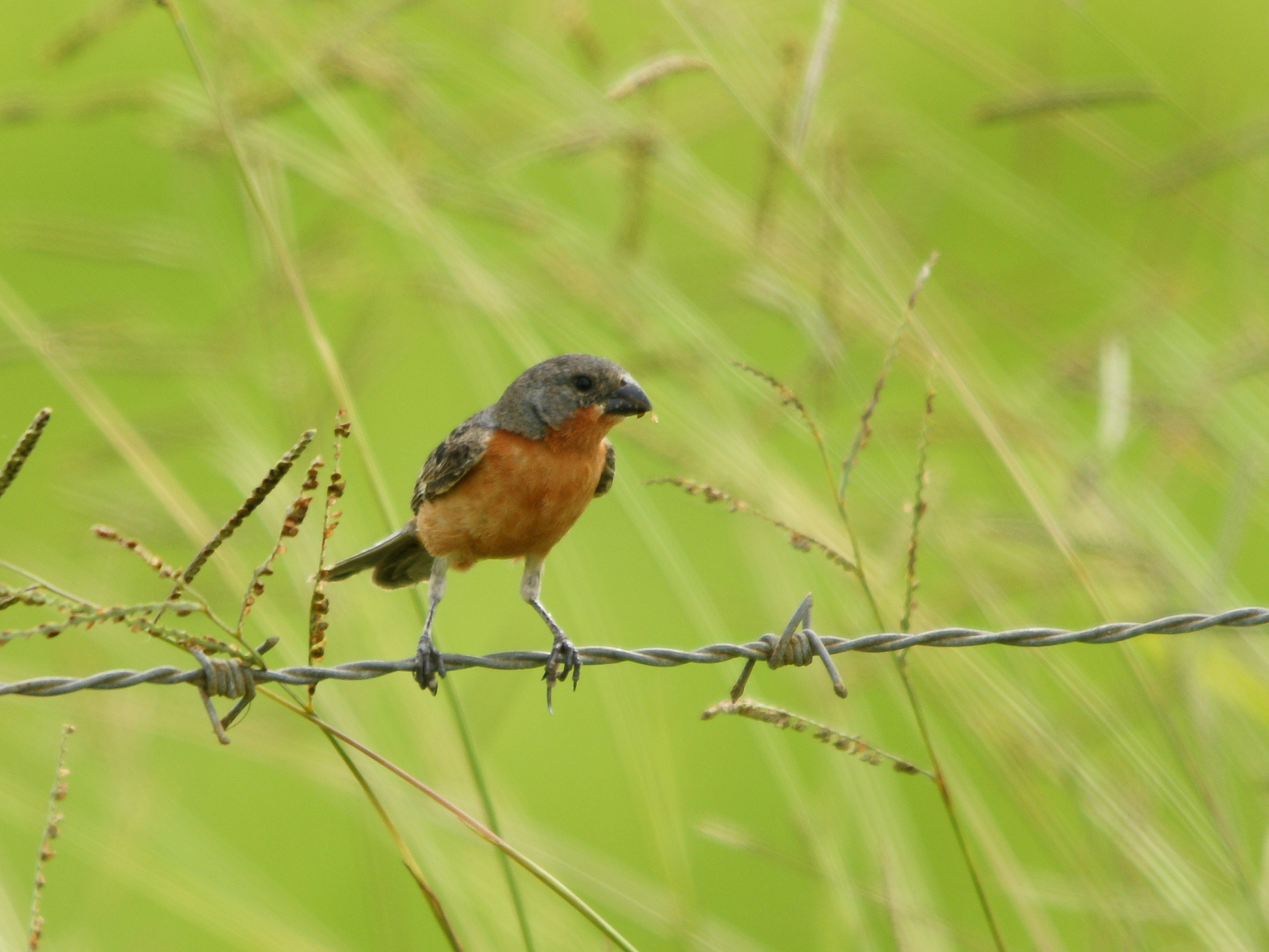